# Дикастерія у справах благодійного служіння
Дикастерія у справах благодійного служіння (лат. Dicasterium ad caritatem fovendam seu Eleemosynaria Apostolica) або Апо́стольська Елемозіна́рія (лат. Eleemosynaria Apostolica, італ. Elemosineria Apostolica) — відомство Римської Курії.
Задача Апостольської Елемозінарії полягає в поширенні апостольського благословення від імені Святого Отця, під час урочистих заходів, які можуть належати до священницьких ювілеїв, весіль, ювілеїв асоціацій. Вони, зазвичай, передаються через свитки і дипломи після письмового запиту. Апостольська Елемозінарія також підтримує нужденних від імені Папи й безпосередньо від нього.
Очолює Апостольську Елемозінарію — великий елемозінарій кардинал Конрад Краєвський, з 3 серпня 2013 року.
До реформи «Praedicate Evangelium» вона називалась Слу́жба Па́пських ми́лостей.

## Великі елемозінарії
- архієпископ Аугусто Сілій (22 грудня 1906 — 6 грудня 1916, названий віце-камерленго Апостольської Палати);
- архієпископ Джованні Баттіста Назаллі Рокка Ді Корнеліано (6 грудня 1916 — 21 листопада 1921, названий архієпископом Болоньї);
- архієпископ Карло Кремонезі (29 грудня 1921 — 16 грудня 1935);
- архієпископ Джузеппе Мігоне (19 грудня 1935 — 1 січня 1951);
- архієпископ Дієго Веніні (12 січня 1951 — 16 грудня 1968);
- архієпископ Антоніо Марія Травья (16 грудня 1968 — 23 грудня 1989);
- архієпископ Оскар Ріццато (23 грудня 1989 — 28 липня 2007);
- архієпископ Фелікс дель Бланко Прієто (28 липня 2007 — 3 листопада 2012);
- архієпископ Гвідо Поццо (3 листопада 2012 — 3 серпня 2013);
- кардинал Конрад Краєвський (3 серпня 2013 — до тепер).